# Solní branka
Solní branka (též Vodní branka, Wassertürl, Solná branka, Solná brána, Šiklova branka, Šiklinova branka, portula Ssieklini) je věžová hranolová hradební branka v Českých Budějovicích pocházející nejpozději ze 14. století.

## Poloha a účel
Solní branka spojuje křižovatku ulic Česká a Radniční se Zátkovým nábřežím na Slepém rameni a mostem na Sokolský ostrov. Původně zajišťovala přístup k vodě. Označení Šiklinova nebo Šiklova sahá do 14. století k lazebníku Šiklovi, který v její blízkosti provozoval lázně a branku patrně spravoval. Označení Solní nebo Solná je novější (sůl se po vodě dopravovala zhruba od roku 1547) a váže se k sousednímu areálu solního skladu. K transportu soli ale nesloužila, Solnice v České ulici měla vlastní přístup k vodě.

## Podoba a historie
První písemná zmínka pochází z roku 1378. Přístup k vodě v těchto místech patrně existoval již ve 13. století, ale její pozice předsunutá před hlavní hradební zeď do prostoru parkánu naznačuje, že stávající podoba vznikla pravděpodobně až ve 14. století. S jistotou však není doba výstavby známa. Ve 14. století nabyla podoby nižší hranolovité věže s vysokou hrotitou střechou. Průchod je relativně nízko zaklenutý plackovou klenbou. Sloužila pouze jako průchod, nebyla dimenzována na povozy. Do konce 18. století měla vrátka.

## Plánované odstranění
V roce 1895 schválil vrchní stavební rada Ludwig Hack polohopisný plán města, podle kterého měla být Solní branka zbourána za účelem prosvětlení Radniční ulice. Chystaná úprava souvisela s nerealizovaným plánem zavezení Slepého ramene a výstavbou nové vilové čtvrti. Pozůstatkem těchto plánu je hlavní vchod školy v České ulici orientovaný k řece, na jejímž místě měla vzniknout nová ulice.

## Pomístní jména a události
Ulička procházející Solní brankou byla přinejmenším ve 20. století lidově označována Na Vraždě. Později se ujalo expresivní označení Pochcaná ulička. 28. dubna 2022 projela podnapilá řidička osobního automobilu park na Sokolském ostrově odkud pokračovala po lávce přes Slepé rameno až do průchodu Solní branky, kde automobil zaklínila. Hlídce městské policie vysvětlila, že se tudy snažila projet do nemocnice.